# Sayaji Rao Gaekwad III
Sayaji Rao Gaekwad III (nacido Shrimant Gopal-Rao Gaekwad; 11 de marzo de 1863-6 de febrero de 1939) fue el maharajá del Estado de Baroda, India británica, de 1875 a 1939.

## Primeros años
Sayaji Rao nació en Kavlana como Shrimant Gopalrao Gaekwad, segundo hijo de Meherban Shrimant Kashirao Bhikajirao [Dada Sahib] Gaekwad (1832–1877) y Shrimant Akhand Soubhagyavati Ummabai Sahib. Su rama de la dinastía Gaekwad era una rama menor descendiente de un matrimonio morganático del primer rajá de Baroda, y por lo tanto no se esperaba que fuera sucesor en el trono.

## Materia de sucesión

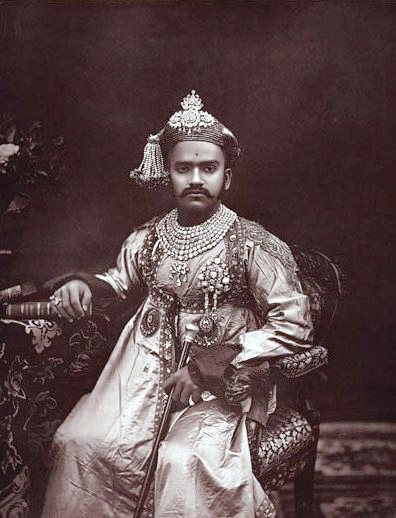
H H Gaekwad de Vadodara en 1889

Tras el fallecimiento de Sir Khande Rao Gaekwad (1828-1870), el popular maharajá de Baroda, en 1870, se esperaba que su hermano, Malhar Rao (1831-1882), lo sucedería. Sin embargo, Malhar Rao había probado, ya por entonces, ser del carácter más vil y había estado encarcelado anteriormente por conspirar para asesinar a Khande Rao. Como la viuda de Khande Rao, Maharani Jamnabai (1853-1898) estaba ya embarazada con un hijo póstumo, la sucesión fue retardada hasta que el sexo de la criatura pudiera ser probado. El descendiente resultó ser niña, y así hasta su nacimiento el 5 de julio de 1871, Malhar Rao no ascendió al trono.
Malhar Rao derrochó dinero, casi vaciando los cofres de Baroda (encargó un par de cañones de oro macizo y una alfombra de perlas, entre otros gastos) y pronto su Residente recibió informes sobre esta situación. Malha Rao intentó cubrir sus acciones envenenando al Residente con un compuesto de arsénico. Por orden del Secretario de India, Robert Gascoyne-Cecil, Malhar Rao fue depuesto en 1875 y exiliado a Madrás, donde murió en 1882.

## Ascenso al trono
Con el trono de Vadodara ahora vacante, Maharani Jamnabai llamó a las cabezas de las ramas derivadas de la dinastía para venir a Baroda y presentarse ellos y sus hijos para decidir sobre un sucesor. Kashi Rao y sus tres hijos Anand Rao (1857-1917), Gopal Rao (1863-1938) y Sampat Rao (1865-1934) caminaron a Baroda desde Kavlana —una distancia de unos 600 km— para presentarse a Jamnabai. Se dice que, cuando a cada hijo se le preguntó el propósito de su presencia, Gopal Rao decididamente aseveró:

"Vengo aquí para gobernar"

Fue seleccionado por el gobierno británico como sucesor y fue, por acuerdo, adoptado por Maharani Jamnabai, el 27 de mayo de 1875. Le fue dado un nuevo nombre: Savaji Rao.
Ascendió al trono en Vadodara, el 16 de junio de 1875, pero al ser menor de edad, reinó bajo un consejo de regencia hasta que fue investido con el poder de gobierno soberano el 28 de diciembre de 1881.
Raja Sir T. Madhava Rao preparó a su protegido en ser una persona previsora y con deseo de proveer bienestar a su gente. En este período, Sir T. Madhava Rao restituyó al estado a sus condiciones normales después del caos en que éste había sido dejado por Malhar Rao. El aprendizaje que Sayaji Rao adquirió bajo la guía de F. A. H. Elliot lo hizo un gran estadista, educador y gobernante.